# Рокфорд (Айова)
Рокфорд (англ. Rockford) — місто (англ. city) в США, в окрузі Флойд штату Айова. Населення — 758 осіб (2020).

## Географія
Рокфорд розташований за координатами 43°3′9″ пн. ш. 92°56′52″ зх. д. / 43.05250° пн. ш. 92.94778° зх. д. (43.052416, -92.947778).  За даними Бюро перепису населення США в 2010 році місто мало площу 1,64 км², уся площа — суходіл.

## Демографія
Згідно з переписом 2010 року, у місті мешкало 860 осіб у 374 домогосподарствах у складі 235 родин. Густота населення становила 526 осіб/км².  Було 417 помешкань (255/км²).
Расовий склад населення:
| - 99,1 % — білих - 0,2 % — чорних або афроамериканців - 0,1 % — корінних американців - 0,1 % — азіатів |

До двох чи більше рас належало 0,5 %. Частка іспаномовних становила 0,1 % від усіх жителів.
За віковим діапазоном населення розподілялося таким чином: 25,5 % — особи молодші 18 років, 56,7 % — особи у віці 18—64 років, 17,8 % — особи у віці 65 років та старші. Медіана віку мешканця становила 39,8 року. На 100 осіб жіночої статі у місті припадало 94,6 чоловіків;  на 100 жінок у віці від 18 років та старших — 88,5 чоловіків також старших 18 років.
Середній дохід на одне домашнє господарство  становив 50 267 доларів США (медіана — 42 917), а середній дохід на одну сім'ю — 56 343 долари (медіана — 50 625). За межею бідності перебувало 14,6 % осіб, у тому числі 21,7 % дітей у віці до 18 років та 6,1 % осіб у віці 65 років та старших.
Цивільне працевлаштоване населення становило 408 осіб. Основні галузі зайнятості: освіта, охорона здоров'я та соціальна допомога — 27,0 %, виробництво — 26,5 %, сільське господарство, лісництво, риболовля — 6,6 %, роздрібна торгівля — 5,9 %.